# Монтгомъри (окръг, Алабама)
Вижте пояснителната страница за други населени места с името Монтгомъри.
Окръг Монтгомъри (на английски: Montgomery County) е окръг в щата Алабама, Съединени американски щати. Площта му е 2072 km², а населението – 228 954 души (1 април 2020). Административен център е град Монтгомъри, който е и столица на щата Алабама.